# Herschell Gordon Lewis' BloodMania
Herschell Gordon Lewis' BloodMania è un film horror antologico del 2017 diretto da Herschell Gordon Lewis, Kevin Littlelight e Melanie Reinboldt.
Si tratta dell'ultimo film ad essere stato diretto da Herschell Gordon Lewis, deceduto il 26 settembre 2017. Il film è uscito dopo la morte del regista.